# San Marco in Lamis
San Marco in Lamis város (közigazgatásilag comune) Olaszország Puglia régiójában, Foggia megyében.

## Fekvése
Foggiától északra, a Gargano-hegység és a Tavoliere delle Puglie határán fekszik

## Története
A város története szorosan összefügg a San Matteo-kolostor történetével, amelynek korábbi neve San Giovanni in Lamis volt. A lamis név valószínűleg a latin lamae-ből származik, utalva azok egykori mocsaras vidékre. A település első említése 1095-ből származik. 1578-ig a település a kolostor fennhatósága alá tartozott, csak ezt követően került át a vezetés a városba. 1793-ban királyi város lett, virágzó kereskedelemmel. A kolerajárványok valamint a 19. század végi brigantaggio megtizedelte lakosságát. A fellendülését 20. század végén a turizmusnak köszönhette, a kolostorba látogató számos zarándoknak.

## Népessége
A lakosság számának alakulása:

## Főbb látnivalói

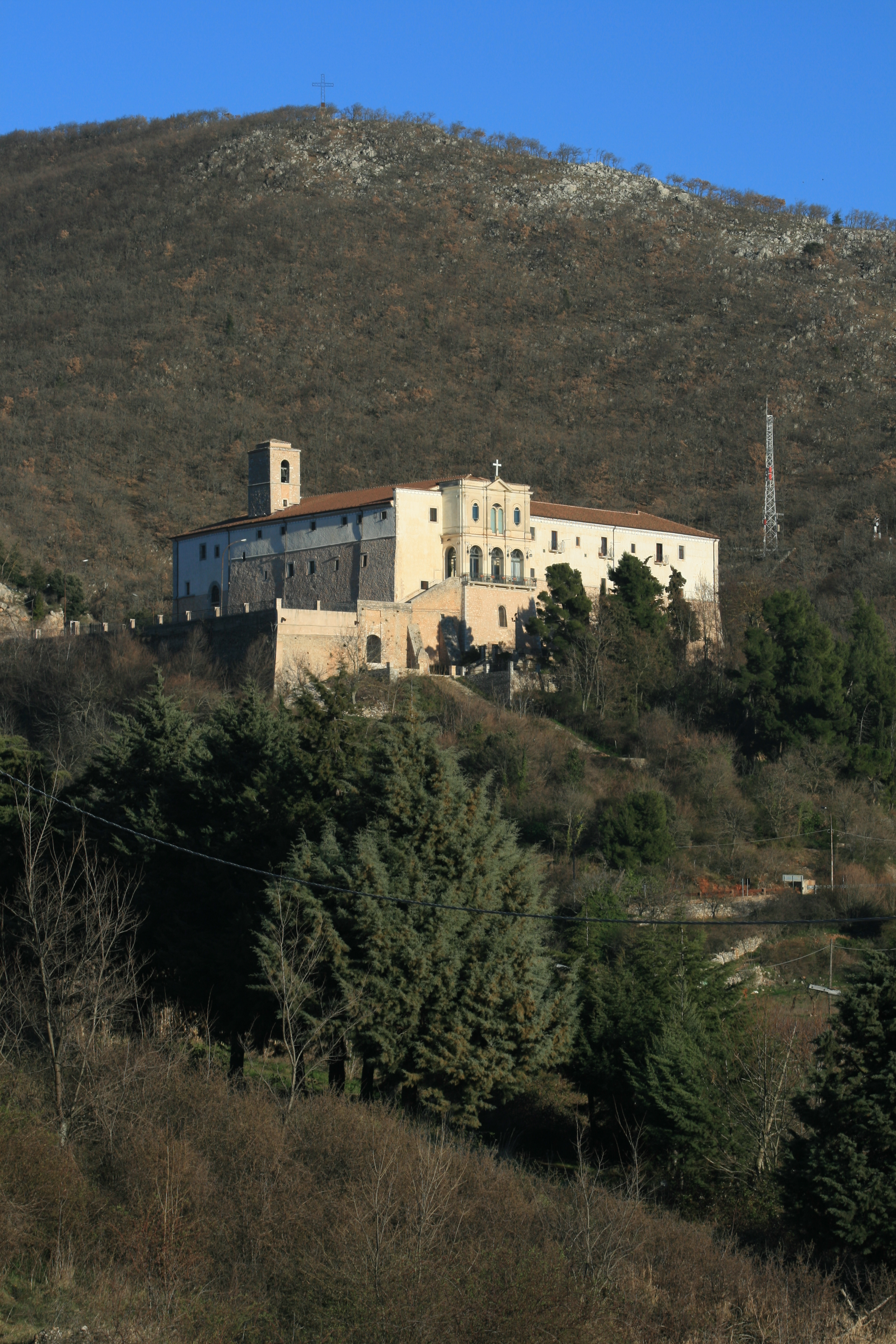
A ferences kolostor

- Santuario di San Matteo Apostolo - a ferences kolostorban őrzik Máté evangélista relikviáit.